# ماکسیمیلیانو گارافولیک
ماکسیمیلیانو گارافولیک (اسپانیایی: Maximiliano Garafulic‎; ۶ اوت ۱۹۳۸ – ۲۳ نوامبر ۲۰۰۷) بازیکن بسکتبال اهل شیلی بود. وی در بازی‌های المپیک تابستانی ۱۹۵۶ شرکت کرده‌است.